# Blu

Blu的標誌

Blu是一个意大利的涂鸦艺术家，一直以「Blu」這個假名隐藏他的真实身份。他生活在博洛尼亚，从1999年开始创作街头艺术。